# Покровка (Саратовская область)
Покровка — село в Вольском районе Саратовской области Российской Федерации, является административным центром Покровского муниципального образования.

## География
Покровка располагается в северо-западной части Вольского района, в 34 километрах от города Вольска и в 124 километрах от города Саратова. Через всё село протекают реки Терешка и Алай.

## История
Деревня Тугузка, уже позже село Покровка было основано на месте слияния двух рек, во второй половине XVIII века. Имеется версия, что село образовано ранее в XVII веке, аккурат на Покров день, что и связывает с современным наименованием.
Деревянное здание церкви с колокольней было построено в 1761 году. Освящена церковь в честь Покрова Пресвятой Богородицы.
Населённый пункт стал центром Покровской волости Вольского уезда Саратовской губернии после отмены крепостного права.
Село имеет православные истоки, но здесь также имелась старообрядческая община беглопоповцев.
Сельсовет сформирован после революции, в эти годы начал работу колхоз имени М. М. Струина.
Более 200 жителей села в годы Великой Отечественной войны погибло на полях сражений.
В 1950 году было достроено одноэтажное здание открытой в том же году семилетней школы. В 1955 году появилась библиотека. В 1968—1970 годах на улице Центральная была отстроена двухэтажная школа на 192 места.

## Население
| 2002 | 2010 |
| ---- | ---- |
| 513  | ↘384 |

## Инфраструктура
Село является центром муниципального образования. Имеются отделения связи и Сбербанка, работают два магазина. Работает сельскохозяйственное предприятие «Покровское». Осуществляет свою деятельность Дом культуры, библиотека (районная библиотека-филиал № 21) с фондом около 7000 экземпляров.

## Транспорт
Через Покровку проходит автобусный маршрут соединяющий село с районным и областным центром. Ближайшая железнодорожная станция находится в Чернавке.

## Образование
В селе работает муниципальное общеобразовательное учреждение общеобразовательная школа с. Покровка Вольского района Саратовской области. Здесь обучаются дети из соседних сёл и деревень (Труева Маза, Лягоши, Осиновка). В 2002 году детский сад был переведён в здание школы. В одном из классов школы организована краеведческая экспозиция «Русская изба», экспонаты для которой были собраны учителем истории и местными школьниками.

## Уличная сеть
На территории села шесть больших улиц: ул. Красная, ул. Лесная, ул. Молодёжная, ул. Новая, ул. Центральная, ул. Школьная.